# Neobisium korabense
Neobisium korabense är en spindeldjursart som beskrevs av Bozidar P.M. Curcic 1982. Neobisium korabense ingår i släktet Neobisium och familjen helplåtklokrypare. Inga underarter finns listade i Catalogue of Life.